# Битка при Кукуш
 Тази статия е за битката от Междусъюзническата война.  За битката от Втората световна война вижте Битка при Кукуш (1944).  
Битката при Кукуш е сражение между гръцки и български войски, състояло се на 19 – 21 юни (2 – 4 юли нов стил) 1913 г., в началото на Междусъюзническата война. В нея главните сили на гръцката Македонска армия нанасят поражение на части от българската Втора армия. В резултат на битката град Кукуш е опожарен, а българското му население бяга в България.

## Развой
Възползвайки се от прекъсването на офанзивата на 2-ра българска армия два дни по-рано (наложено заради неуспехите на 4-та армия срещу сърбите на Злетовската река) и от разпръснатото ѝ разположение между Места и Вардар, на 19 юни (2 юли) гръцката армия нанася концентрични удари срещу укрепленията около Кукуш и Лахна. Подстъпите към Кукуш (линията Женско – Хамбаркьой), отбранявани от 2-ра бригада на Трета балканска дивизия, са атакувани от четири гръцки дивизии. Под заплахата да бъдат обходени, полковете на бригадата (29-и и 32-ри) се оттеглят на главните си позиции на линията Янешево – Саръгьол – Шекерлия, образуваща полукръг около Кукуш. Там гръцкото настъпление е задържано до сутринта на 21 юни с помощта на подкрепления (Сярската бригада), прехвърлени от левия бряг на Струма. През нощта на 20 срещу 21 юни (3/4 юли) гръцките атаки стават по-интензивни. Българската отбрана е обхваната от изток, допълнително разстроена от гръцката артилерия, разположена пред Янешево. След безуспешен опит за контраатака, по обед на 21 юни българите се изтеглят безредно на север през Кукуш и Мутулово. Гръцката армия не преследва българите. След кратък бой край Шекерли техният ариергард се оттегля на север след главните сили.